# Nehodiv
Nehodiv (deutsch Nehodiw) ist eine Gemeinde in Tschechien. Sie liegt 19 Kilometer östlich von Klatovy und gehört zum Okres Klatovy.

## Geographie
Nehodiv befindet sich im Vorland des Böhmerwaldes am Planitzer Kamm (Plánický hřeben). Das Dorf liegt am Südosthang des Hügels Stírka. Im Süden verläuft das Tal des Štipoklaský potok, der im Südosten in den großen Teich Myslívský rybník mündet.
Nachbarorte sind Polánka im Norden, Draha und Myslív im Nordosten, Milčice im Osten, Loužná im Südosten, Žďár im Süden, Štipoklasy im Südwesten, Lovčice im Westen sowie Pohoří im Nordwesten.
Westlich von Nehodiv befinden sich Marmorsteinbrüche. In ihnen gewann man den so genannten Nepomukmarmor (Nehodivský mramor). Dieser grau gestreifte Marmor ist hervorragend wetterbeständig. Am Busbahnhof von Prag-Holešovice sind vier geometrische Körper zu sehen. In der Region um Nehodiv ist er in der Vergangenheit gern für Grabmale und Hauseingangstreppen, auch in der ländlichen Architektur, eingesetzt worden.

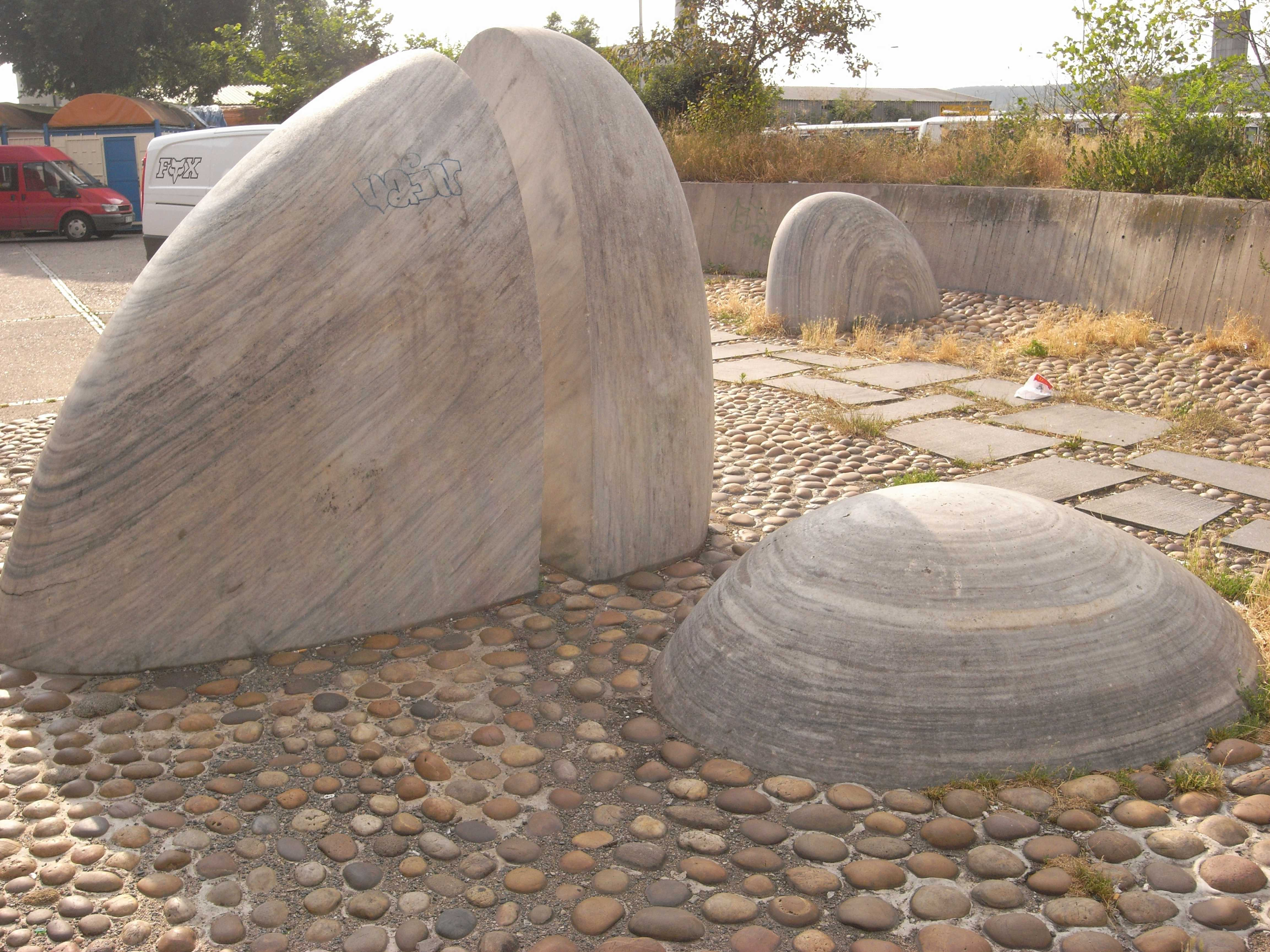
Ein seltenes Anwendungsbeispiel für Nehodiv-Marmor (Prag-Holešovice)

## Geschichte
Erstmals urkundlich erwähnt wurde Nehodiv im Jahre 1558.
Nach der Aufhebung der Patrimonialherrschaften im Jahre 1848 war Nehodivo Teil der Gemeinde Štipoklasy. 1869 erlangte das Dorf im Bezirk Klattau die Eigenständigkeit. Seit den 1920er Jahren ist der heutige Ortsname Nehodiv gebräuchlich. Von 1950 bis 1961 gehörte die Gemeinde zum Okres Horažďovice. Nach dessen Auflösung kam Nehodiv wieder zum Okres Klatovy zurück. Am 1. Juli 1975 wurde Nehodiv nach Myslív eingemeindet. Anfang 1992 entstand die Gemeinde Nehodiv wieder.

## Gemeindegliederung
Für die Gemeinde Nehodiv sind keine Ortsteile ausgewiesen.